# Muzej Fram
Muzej Fram (norveško Frammuseet) je muzej, ki pripoveduje zgodbo norveškega polarnega raziskovanja. Stoji na polotoku Bygdøy v Oslu na Norveškem.
Muzej Fram je na območju s številnimi drugimi muzeji, vključno z muzejem Kon-Tiki, norveškim muzejem kulturne zgodovine, muzejem vikinških ladij in norveškim pomorskim muzejem. V bližini sta tudi kraljevo posestvo Bygdøy, uradna poletna rezidenca norveškega kralja, in zgodovinski Oscarshall.
Muzej Fram je bil slavnostno odprt 20. maja 1936. Počasti norveško raziskovanje polarnih območij nasploh in še posebej tri velike norveške polarne raziskovalce – Fridtjofa Nansena, Otta Sverdrupa in Roalda Amundsena. V muzeju so razstavljene tudi slike živali polarnih regij, kot so severni medvedi in pingvini.
Muzej Fram je osredotočen predvsem na prvo raziskovalno plovilo Fram. Notranjost Frama je nedotaknjena in obiskovalci si jo lahko ogledajo v notranjosti ladje. Fram je naročil, zasnoval in zgradil škotsko-norveški ladjedelec Colin Archer po specifikacijah norveškega raziskovalca Arktike Fridtjofa Nansena, ki je financiral gradnjo ladje s kombinacijo nepovratnih sredstev, ki jih je zagotovila norveška vlada, in zasebnih sredstev leta 1891.
Norveški pomorski muzej in Muzej Fram sta maja 2009 podpisala pogodbo, po kateri bo Muzej Fram prevzel razstavo ladje Gjøa, prve ladje, ki je preplula Severozahodni prehod. Roaldu Amundsenu in šestčlanski posadki je ta podvig uspel na triletnem potovanju, ki se je končalo leta 1906. Gjøa stoji v svoji namenski stavbi v muzeju. Leta 2017 je bila ladja v celoti dostopna obiskovalcem.

## Galerija
- Notranjost Muzeja Fram po posodobitvi 2018
- S krova polarne ladje Gjøa
- Strojnica polarne ladje Fram
- Notranjost muzeja Fram
- Muzej Fram poleti